# Gerd Herholz
Gerd Herholz (* 15. November 1952 in Duisburg) ist ein deutscher Kulturmanager, Literaturvermittler, freier Autor und Journalist, der unter anderem zwischen 1994 und 2018 Wissenschaftlicher Leiter des Literaturbüros Ruhr e.V. in Gladbeck war, das in jedem Herbst den vom Regionalverband Ruhr gestifteten Literaturpreis Ruhr vergibt.

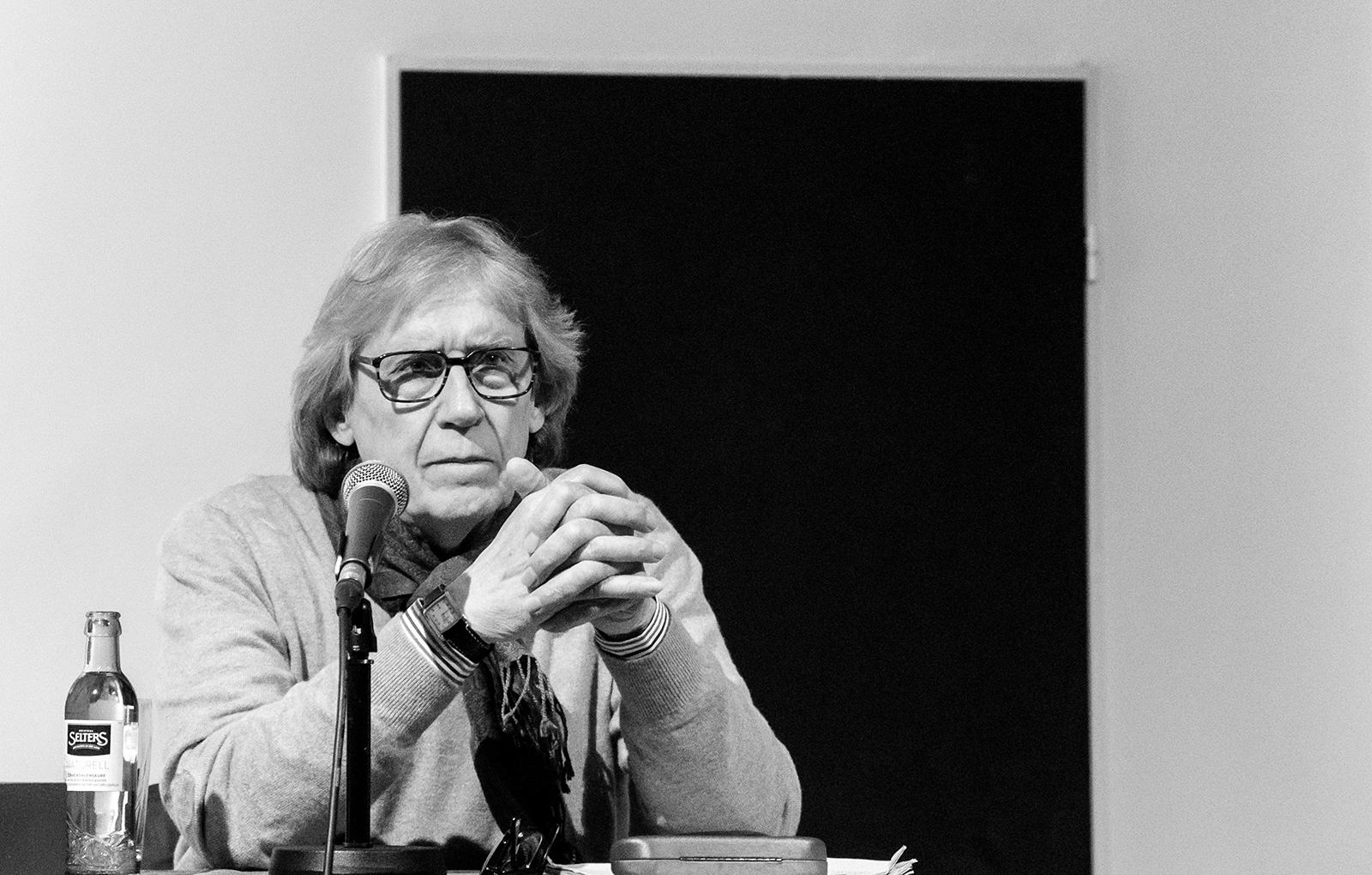
Gerd Herholz am 3. April 2025 im Literaturhaus Dortmund. Lesung aus „Gespenster GmbH“

## Leben
Gerd Herholz absolvierte nach dem Abitur am Reinhard-und-Max-Mannesmann-Gymnasium in Duisburg ein Studium der Germanistik, Psychologie und Pädagogik und war nach dem Ersten Philologischen Staatsexamen zwischen 1980 und 1982 als Lehramtsreferendar für die Fächer Deutsch und Psychologie am Marie-Curie-Gymnasium Recklinghausen tätig. Nachdem er 1982 das Zweite Philologische Staatsexamen mit Auszeichnung abgeschlossen hatte, fand er keine Anstellung als Studienrat und betreute zunächst bis 1983 einen autistischen Jugendlichen, ehe er im Anschluss bis 1986 in der Stadtteilkulturarbeit für die Ruhrwerkstatt e.V. in Oberhausen tätig war. Zuletzt arbeitete er in der gemeinsamen Geschäftsführung der Ruhrwerkstatt mit. Daneben arbeitete als Lehrer im Förderunterricht für Menschen mit Lese- und Rechtschreibstörungen sowie zwischen 1986 und 1987 als freier Mitarbeiter der DVZ, aus der der Freitag, die Ost-West-Wochenzeitung in Berlin hervorging.
Ab 1987 arbeitete Herholz zunächst als Wissenschaftlicher Mitarbeiter des Literaturbüros Ruhr e.V. in Gladbeck, dessen Wissenschaftlicher Leiter er 1994 wurde. Vom Literaturbüro Ruhr e.V. wird seit 1986 der Literaturpreis Ruhrgebiet vergeben, der 2006 in Literaturpreis Ruhr umbenannt wurde. Herholz leitete regionale und internationale Literaturprojekte wie zum Beispiel „PoesiePalast Ruhr“ (2007 bis 2011), „textrevolte - literatur & politik“ (2011 bis 2013 in Kooperation mit dem Ringlokschuppen Mülheim), „Kriegsbefangen. Literatur und die Gegenwart der Kriege“ (2012), „Café Schlaflos“ (2013), „Von Sinnen. Eros & Illusion“ (2014), „RuhrSpott“ (2015), „Ausgebootet - Macht & Subversion in der Literatur“ (2016) sowie zuletzt „Über Leben! - Von der Hoffnung auf Zukunft“ (2017).
Im Rahmen des Projekts „RUHR.2010 – Kulturhauptstadt Europas“ organisierte er für das Literaturbüro Ruhr das Projekt „Mehr Licht! Die europäische Aufklärung weiter gedacht“, an dem unter anderem Günter Grass und Richard Dawkins teilnahmen. Er führte zudem im Rahmen seiner Literaturprojekte Bühnengespräche und Podiumsdiskussionen mit Andrej Kurkow, Oskar Negt, Boualem Sansal, Roger Willemsen, Wilhelm Genazino, Abbas Khider, Harald Welzer, Arnon Grünberg, Robert Menasse, Robert Misik, Martin Walser, Morris Berman, Katja Lange-Müller, Christoph Hein, Paul Spiegel, Hans Leyendecker, John von Düffel, Wilhelm Schmid, Michael Degen, Erich Fried, Catherine Fried, Michael Kleeberg, Emine Sevgi Özdamar, Aslı Sevindim, Wolfgang Hilbig, Ralf Rothmann, Michael Schmidt-Salomon, Ingo Schulze, Yadé Kara, Georg Stefan Troller, Hellmuth Karasek, Peter Henning und Didier Daeninckx.
Im Rahmen seiner Eigenkündigung als Wissenschaftlicher Leiter des Literaturbüros im März 2018 kritisierte er die mangelnde Unterstützung der Literaturförderung im Ruhrgebiet. Seit seinem Ausscheiden aus dem Literaturbüro Ruhr e.V. arbeitet er verstärkt als freier Autor, Journalist und Blogger und tritt in Bühnenprogrammen mit eigenen Gedichten, Geschichten, Essays und Blogs gemeinsam mit dem Bassklarinettisten und Saxophonisten Eckard Koltermann auf oder stellt Erich Fried als streitbare Persönlichkeit und Schriftsteller gemeinsam mit Maria Neumann vom Theater an der Ruhr vor.

## Veröffentlichungen
Neben seinen Tätigken als Kulturmanager und Journalist verfasste er mehrere Bücher und Gedichtbände. Zu seinen Veröffentlichungen gehören:
- auf- und abgesänge. gedichte. Sassafras-Verlag, Krefeld 1983.
- …aber stumm bleiben wir nicht. Ruhrwerkstatt, Oberhausen 1986.
- mit Bettina Mosler: Die Musenkussmischmaschine. 132 Schreibspiele für Schulen und Schreibwerkstätten. 1. Auflage. Verlag Neue Deutsche Schule, Essen 1991, ISBN 3-87964-270-2.
- Die Welt in der Tasche. 25 Geschichten um Brooklyn & Buer, Lesen & Leben, Erinnern & Entkommen. Klartext Verlag, Essen 1996, ISBN 3-88474-493-3.
- Experiment Wirklichkeit. Renaissance des Erzählens? Poetikvorlesungen und Vorträge zum Erzählen in den 90er Jahren. Klartext Verlag, Essen 1998, ISBN 3-88474-675-8.
- Stimmenwechsel. Poesie längs der Ruhr. Klartext Verlag, Essen 2010, ISBN 978-3-8375-0292-3.
- mit Verena Geiger, Jens Dirksen und Ulli Langenbrink (Hrsg.): Die Sachensucherin. 55 kurze Geschichten. Klartext Verlag, Essen 2015, ISBN 978-3-8375-1518-3.